# Johan Mårtensson
Johan Mårtensson (Skövde, 16 februari 1989) is een Zweedse voetballer en speelt als middenvelder voor Örebro SK.

## Interlandcarrière
Martensson begon met voetballen bij Ulvåkers IF en maakte zijn profdebuut bij GAIS Göteborg in 2008 waarbij hij 10 wedstrijden speelde. In hetzelfde seizoen werd hij nog uitgeleend aan Skövde AIK. 
Hij speelde al 7 caps voor Zweden onder-21 en is in 2011, 1 keer opgeroepen voor de nationale ploeg.

### GAIS
In het volgende seizoen behoorde hij tot de vaste selectie en speelde hij 25 wedstrijden, daarbij toonde hij zijn waarde als een spelverdeler en door een goede box-to-box speler te zijn. In het seizoen 2009 werd hij daardoor ook uitgeroepen tot talent van het jaar in de Allsvenskan 2009. In de seizoenen daarna verbeterde hij zijn positie spel steeds meer en ontving ook goede kritieken, tijdens de zomer reces van 2011 kreeg FC Utrecht dan ook interesse en maakte hij de overstap.

### FC Utrecht
FC Utrecht haalde Martensson in juli 2011 binnen als opvolger van Michael Silberbauer, volgens geruchten zou er 1,5 miljoen euro met de transfer gemoeid zijn. Martensson begon het 2011/12 seizoen wat onwennig op het middenveld, maar ontpopte zich tot vaste basisspeler.

### Helsingborgs IF
Op 17 juli 2014 verkaste Martensson na drie seizoenen in de Nederlandse Eredivisie gespeeld te hebben transfervrij naar Helsingborgs IF. Hij maakte zijn debuut in de uitwedstrijd op 20 juli 2014 tegen Örebrø SK, dat in een gelijkspel eindigde.

## Interlandcarrière
Mårtensson debuteerde in 2008 in het Zweedse voetbalelftal onder 21. In drie jaar tijd speelde hij acht interlands in dit team. Onder leiding van bondscoach Erik Hamrén maakte hij zijn debuut voor de A-ploeg op 15 januari 2015 in de vriendschappelijke wedstrijd tegen Ivoorkust (2-0). Andere debutanten namens Zweden in die wedstrijd waren Robin Olsen (Malmö FF), Marcus Rohdén (IF Elfsborg), Ludwig Augustinsson (FC København), Simon Gustafson (BK Häcken), Sebastian Holmén (IF Elfsborg), Nicklas Bärkroth (IFK Norrköping), Mikael Ishak (Randers FC) en Anton Tinnerholm (Malmö FF) voor Zweden. Mårtensson nam bij zijn A-debuut het eerste doelpunt van de Zweden voor zijn rekening.